# Leptochilus bulsamensis
Leptochilus bulsamensis är en stekelart som beskrevs av Blüthgen 1955. Leptochilus bulsamensis ingår i släktet Leptochilus och familjen Eumenidae. Inga underarter finns listade i Catalogue of Life.